# ویرجینیا گیلمور
ویرجینیا گیلمور (انگلیسی: Virginia Gilmore؛ ۲۶ ژوئیهٔ ۱۹۱۹ – ۲۸ مارس ۱۹۸۶) بازیگر اهل ایالات متحده آمریکا بود. 
از فیلم‌هایی که وی در آن‌ها نقش داشته است، می‌توان به مرداب اشاره نمود.